# Ma nữ đáng yêu
Ma nữ đáng yêu (tiếng Hàn: 오 나의 귀신님; Romaja: O Naui Gwisinnim) là một bộ phim truyền hình Hàn Quốc 2015 với diễn viên chính Jo Jung-suk, Park Bo Young, Kim Seul-gi và Im Ju Hwan. Nó được phát sóng trên tvN vào thứ 6 và thứ 7 lúc 20:30 bắt đầu từ 3 tháng 7 năm 2015.

## Nội dung
Na Bong-sun có tính cách vô cùng nhút nhát và thiếu tự tin, cũng không có bất kì bạn thân nào, và cô là một trợ lý nấu ăn tại nhà hàng Sun nhưng luôn bị khiển trách trong công việc. Cô thỉnh thoảng nhìn thấy ma, nhờ có ngoại là shaman. Một ngày nọ, Bong-sun bị nhập bởi hồn ma trinh nữ tên là Shin Soon-ae. Để bù đắp cho sự thiếu thốn tình cảm trong cuộc đời ngắn ngủi, Soon-ae quyết định quyến rũ nhiều người đàn ông khác bằng các nhập vào các cô gái, và cô tìm ra cô gái hoàn hảo là Bong-sun.
Ông chủ Bong-sun là một ngôi sao đầu bếp kiêu ngạo Kang Sun-woo, người mà cô yêu thầm. Sun-woo vẫn chưa quên được cô bạn gái cũ, nhưng khi Bong-sun dường như thoát khỏi sự nhút nhát của mình và đột nhiên trở nên tự tin, năng động, cuối cùng cô đã lọt vào mắt anh.

## Diễn viên
- Jo Jung-suk vai Kang Sun-woo
- Park Bo Young vai Na Bong-sun
- Kim Seul-gi vai Shin Soon-ae
- Im Ju Hwan vai Choi Sung-jae
- Park Jung-ah vai Lee So-hyung
- Shin Hye-sun vai Kang Eun-hee
- Kang Ki-young vai Heo Min-soo
- Choi Min-chul vai Jo Dong-chul
- Kwak Si Yang vai Seo Joon[6]
- Oh Ui-sik vai Choi Ji-woong
- Shin Eun-kyung vai Jo Hye-young
- Lee Dae-yeon vai Shin Myung-ho
- Lee Hak-joo vai Shin Kyung-mo
- Lee Jung-eun vai Shaman ở Seobinggo-dong
- Kim Sung-bum vai Han Jin-goo
- Kim Seung-hoon vai cha của Sung-jae
- Ryu Hyun-kyung vai Officer Kang (cameo tập 13-14)
- Seo In Guk vai Edward (cameo tập 16)

## Đánh giá
| Tập #      | Ngày phát sóng      | Đánh giá TNmS trung bình | Đánh giá AGB Nielsen trung bình |
| ---------- | ------------------- | ------------------------ | ------------------------------- |
| 1          | 3 tháng 7 năm 2015  | 3.2%                     | 2.65℅                           |
| 2          | 4 tháng 7 năm 2015  | 3.3%                     | 2.66%                           |
| 3          | 10 tháng 7 năm 2015 | 3.9%                     | 3.37%                           |
| 4          | 11 tháng 7 năm 2015 | 4.2%                     | 2.98%                           |
| 5          | 17 tháng 7 năm 2015 | 3.8%                     | 3.59%                           |
| 6          | 18 tháng 7 năm 2015 | 4.2%                     | 3.35%                           |
| 7          | 24 tháng 7 năm 2015 | 3.8%                     | 3.80%                           |
| 8          | 25 tháng 7 năm 2015 | 4.8%                     | 3.60%                           |
| 9          | 31 tháng 7 năm 2015 | 4.6%                     | 3.66%                           |
| 10         | 1 tháng 8 năm 2015  | 4.8%                     | 3.49%                           |
| 11         | 7 tháng 8 năm 2015  | 4.7%                     | 4.21%                           |
| 12         | 8 tháng 8 năm 2015  | 4.9%                     | 4.39%                           |
| 13         | 14 tháng 8 năm 2015 | 6.1%                     | 5.08%                           |
| 14         | 15 tháng 8 năm 2015 | 6.1%                     | 5.45%                           |
| 15         | 21 tháng 8 năm 2015 | 6.2%                     | 5.34%                           |
| 16         | 22 tháng 8 năm 2015 | 8.0%                     | 7.34%                           |
| Trung bình |                     |                          |                                 |

## Giải thưởng và đề cử
| Năm  | Giải thưởng                                     | Hạng mục                                                  | Đề cử         | Kết quả   |
| ---- | ----------------------------------------------- | --------------------------------------------------------- | ------------- | --------- |
| 2015 | Giải thưởng phim truyền hình Hàn Quốc lần thứ 8 | Nam diễn viên xuất sắc                                    | Jo Jung-suk   | Đề cử     |
| 2015 | APAN Star Awards lần thứ 4                      | Nam diễn viên xuất sắc hạng mục phim truyền hình ngắn tập | Jo Jung-suk   | Đề cử     |
| 2015 | APAN Star Awards lần thứ 4                      | Nữ diễn viên xuất sắc hạng mục phim truyền hình ngắn tập  | Park Bo-young | Đoạt giải |